# Сидония Баварска
Сидония Баварска (на немски: Sidonie von Bayern; * 1 май 1488, Мюнхен; † 29 март 1505, Мюнхен) от фамилията Вителсбахи, е принцеса на Бавария-Мюнхен.

## Живот
Тя е най-възрастната дъщеря на херцог Албрехт IV от Бавария-Мюнхен и съпругата му Кунигунда Австрийска, дъщеря на император Фридрих III.
На 14 месеца Сидония е сгодена за десет години по-големия принц Лудвиг V от Пфалц, най-възрастният син на пфалцграф Филип. Сидония умира през 1505 г. на 16 години и е погребана в църквата Фрауенкирхе в Мюнхен. Лудвиг V от Пфалц през 1511 г. се жени за нейната по-малка сестра Сибила.